# Fehér Sas tér

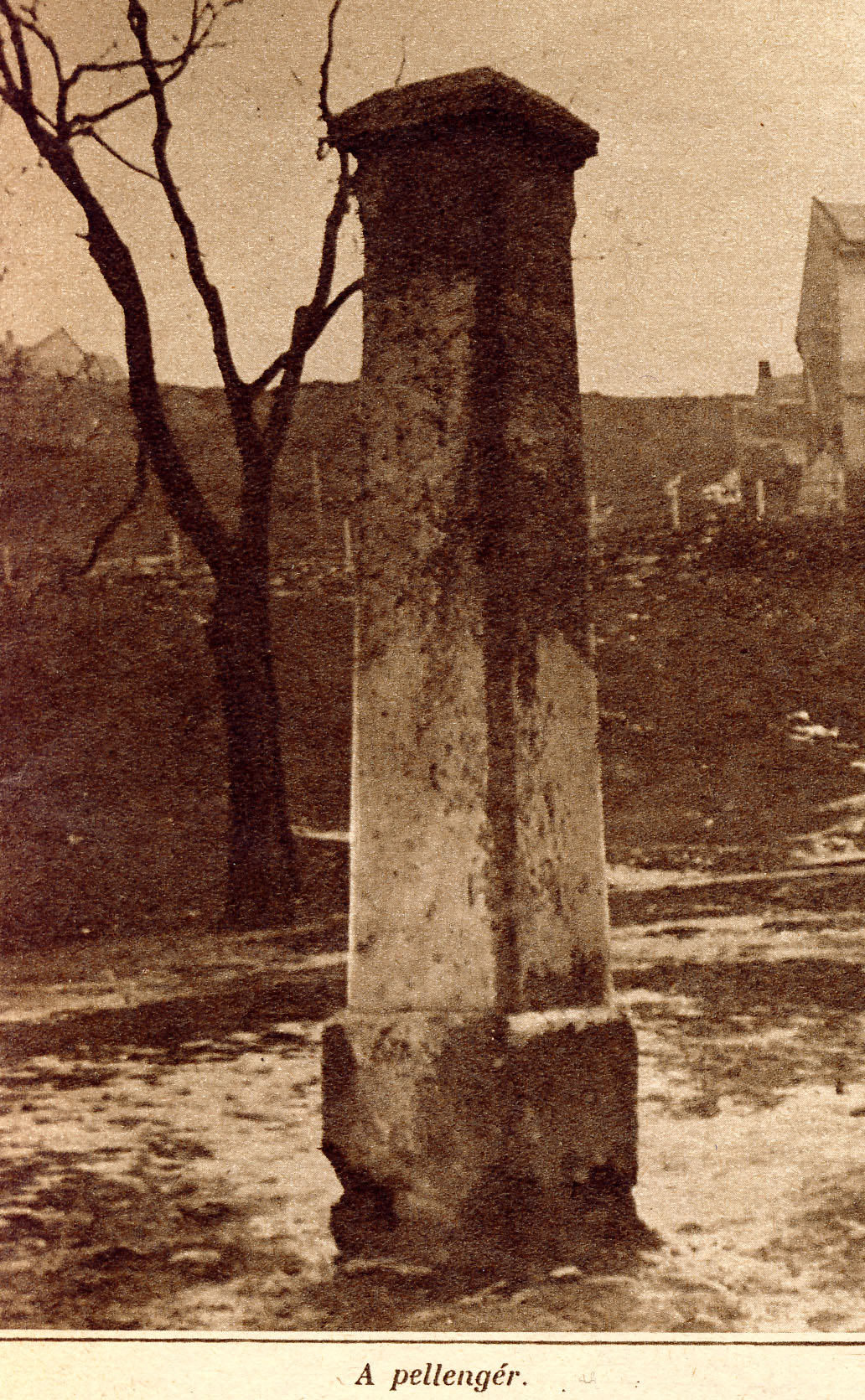

A Fehér Sas tér (Fehérsas tér) a Tabán egyik közterülete volt 1936-ig, mikor a városrészt területrendezés miatt lebontották. Korábbi nevei: Krakkerplatz (Krakker tér), 1874-től 1936-ig Fehér Sas tér (Weissadlerplatz). A Fehér Sas utca, a Hosszú utca (később Hadnagy utca), Árok utca, a Czipő utca és az Aranykakas utca és a Jakab lépcső közötti területen feküdt.
A tér közepén állt egykor a szégyenoszlop, a legenda szerint ide kötötték ki régen a tolvajokat, bűnösöket és a csaló árusokat. A valóságban azonban egy olajlámpás tartóoszlopa volt az, amit pellengérnek hívtak. A Fehér Sas tér 3. szám alatt volt található a – Balázs Ernő által 1906-ban tervezett – Zsolnay-kerámiákkal díszített Polgári Iskola. Az egykori tér helyének kellős közepén állt a Tabáni Szabadtéri Színpad, melyet 2009 februárjában a Rác fürdő mellé épülő szálloda építkezése miatt elbontottak.